# Municipio de Sugar Creek (condado de Barry)
El municipio de Sugar Creek (en inglés: Sugar Creek Township) es un municipio ubicado en el condado de Barry en el estado estadounidense de Misuri. En el año 2010 tenía una población de 1851 habitantes y una densidad poblacional de 17,85 personas por km².

## Geografía
El municipio de Sugar Creek se encuentra ubicado en las coordenadas 36°31′56″N 93°53′50″O / 36.53222, -93.89722. Según la Oficina del Censo de los Estados Unidos, el municipio tiene una superficie total de 103.67 km², de la cual 103,55 km² corresponden a tierra firme y (0,11 %) 0,11 km² es agua.

## Demografía
Según el censo de 2010, había 1851 personas residiendo en el municipio de Sugar Creek. La densidad de población era de 17,85 hab./km². De los 1851 habitantes, el municipio de Sugar Creek estaba compuesto por el 95,19 % blancos, el 0,27 % eran afroamericanos, el 1,35 % eran amerindios, el 0,59 % eran asiáticos, el 0,54 % eran de otras razas y el 2,05 % eran de una mezcla de razas. Del total de la población el 2,86 % eran hispanos o latinos de cualquier raza.